# Grupa pułkownika Tadeusza Gałeckiego
Grupa pułkownika Tadeusza Gałeckiego – związek taktyczny Wojska Polskiego z okresu wojny polsko-bolszewickiej.

## Struktura organizacyjna
Skład w sierpniu 1920:
- dowództwo grupy
- XXX Brygada Piechoty płk. Gałeckiego
  - 62 pułk piechoty
- XII Brygada Piechoty płk. Dobrowolskiego
  - 16 pułk piechoty
  - 31 pułk piechoty
- II Brygada Piechoty Legionów płk. Tessaro 
  - 2 pułk piechoty Legionów
  - 3 pułk piechoty Legionów
- III/15 pułku artylerii polowej
- II/6 pułku artylerii polowej
- 7/4 pułku artylerii polowej
- pułk aero
- batalion alarmowy 128 pułku piechoty
- pluton czołgów

Razem w stanie bojowym Grupa liczyła 63 oficerów i 2850 „bagnetów”, posiadała 15 karabinów maszynowych i 20 dział